# بنك أف نوفا سكوتيا
بنك نوفا سكوتيا التي تعمل باسم، هو بنك كندي متعدد الجنسيات . إنه ثالث أكبر بنك في كندا من حيث الودائع والقيمة السوقية. إنه يخدم أكثر من 25 مليون عميل حول العالم، ويقدم مجموعة من المنتجات والخدمات بما في ذلك الخدمات المصرفية الشخصية والتجارية، وإدارة الثروات، والخدمات المصرفية للشركات والاستثمار. مع أكثر من 88000 موظفًا وأصولًا تبلغ قيمتها 998 مليار دولار (اعتبارًا من 31 أكتوبر 2018) ، يتداول في تورونتو وبورصة نيويورك.
تأسست سكوتيابانك في هاليفاكس ، نوفا سكوتيا في عام 1832 ، ونقلت مكاتبها التنفيذية إلى تورنتو ، أونتاريو ، في عام 1900. وصفت سكوتيابنك بأنها «أكثر البنوك الدولية في كندا» بسبب عمليات الاستحواذ التي قامت بها بشكل أساسي في أمريكا اللاتينية ومنطقة البحر الكاريبي، وأيضًا في أوروبا وأجزاء من آسيا. من خلال فرعها، هي عضو في رابطة سوق السبائك في لندن وواحد من خمسة بنوك تشارك في إصلاح الذهب في لندن.
رقم مؤسسة بنك سكوتيا (أو رقم المصرف) هو 002. احتلت الشركة المرتبة رقم 41 في قائمة أكبر 100 بنك في SNL المالية في سبتمبر 2013 ، ويرأسها الرئيس والمدير التنفيذي برايان ج. بورتر.

## التاريخ والتوسع

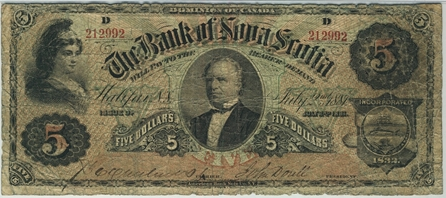
جوزيف هاو صورة، 1881 $ بيل بنك نوفا سكوتيا

### القرن ال 19

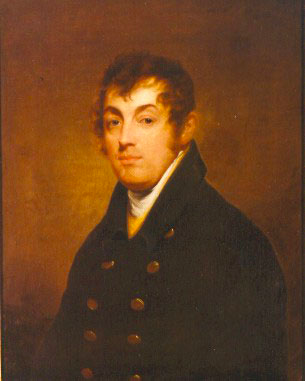
وليام لوسون ، أول رئيس لبنك نوفا سكوتيا ، بقلم روبرت فيلد

تم تأسيس البنك من قبل الجمعية التشريعية في نوفا سكوتيا في 30 مارس 1832 ، في هاليفاكس ، نوفا سكوتيا ، مع وليام لوسون (1772-1848) كأول رئيس. تم تأسيسه في هاليفاكس ، نوفا سكوتيا ، في عام 1832 تحت اسم بنك نوفا سكوتيا. يعتزم البنك تسهيل التجارة عبر المحيط الأطلسي في ذلك الوقت. وقت لاحق، في عام 1883 ، استحوذ بنك نوفا سكوتيا على بنك يونيون أوف برنس إدوارد آيلاند، على الرغم من أن معظم جهود البنك التوسعية في القرن اتخذت شكل افتتاح فروع.
أطلق البنك نظامه المصرفي الفرعي من خلال افتتاحه في وندسور، نوفا سكوتيا. اقتصر التوسع على المقاطعات البحرية في كندا حتى عام 1882 ، عندما تحرك البنك غربًا بفتح فرع في وينيبيغ ، مانيتوبا . أغلق فرع مانيتوبا في وقت لاحق، لكن البنك واصل التوسع في الغرب الأوسط الأمريكي . وشمل ذلك افتتاح فرع في مينيابوليس في عام 1885 ، والذي تم تحويله لاحقًا إلى شيكاغو في عام 1892. بعد انهيار البنك التجاري في نيوفاوندلاند وبنك الاتحاد في نيوفاوندلاند في 10 ديسمبر 1894 ، تم تأسيس بنك نوفا سكوتيا في 15 ديسمبر 1894 ، في نيوفاوندلاند .
في عام 1899 ، افتتح سكوتيابنك فرعًا في بوسطن ، ماساتشوستس .
افتتح البنك فرعا في كينغستون ، جامايكا في عام 1889 لتسهيل تجارة السكر والروم والأسماك. كانت هذه الخطوة الأولى التي قام بها سكوتيابنك إلى منطقة البحر الكاريبي وتاريخياً أول فرع لبنك كندي يفتح أبوابه خارج الولايات المتحدة أو المملكة المتحدة. بحلول نهاية القرن التاسع عشر، كان البنك ممثلاً في كل من ماريتيمز وكيبيك وأونتاريو ومانيتوبا .
في عام 1900 ، نقل البنك مقره إلى تورونتو ، أونتاريو.

### القرن 20 و 21

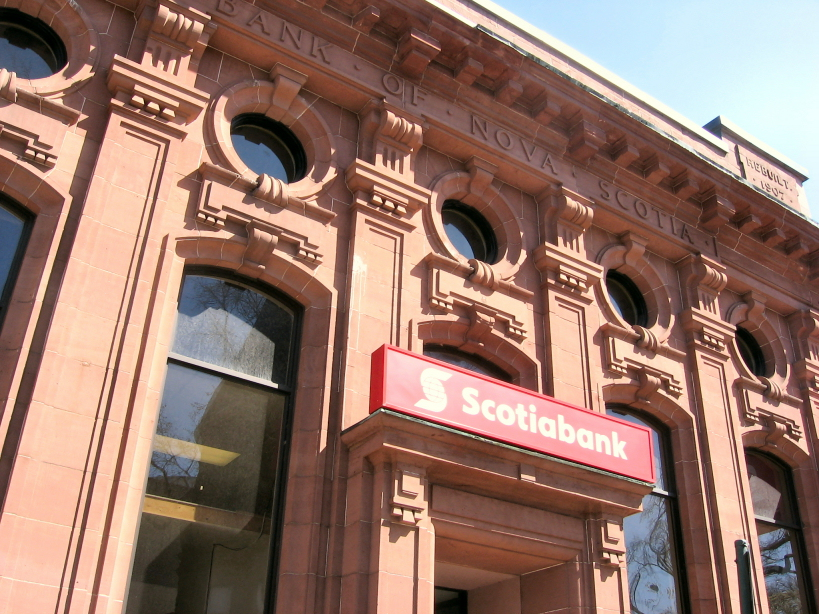
منظر لواجهة سكوتيابنك في أمهرست ، نوفا سكوتيا. تم بناء هذا الهيكل في عام 1907.

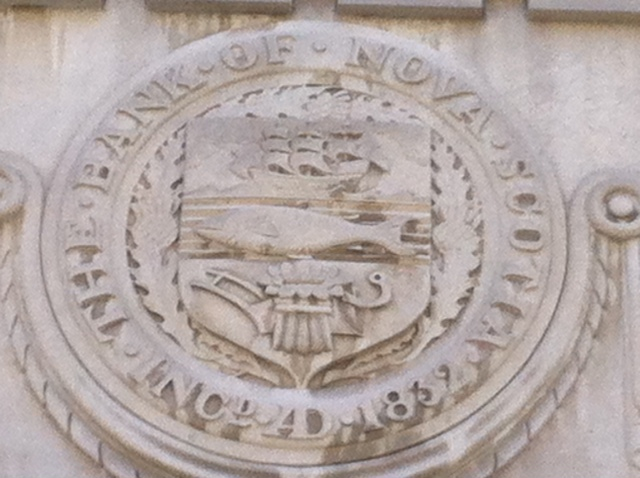
ويليام دي لورانس (سفينة) منحوت في مبنى بنك نوفا سكوتيا (1931) ، شارع هوليس ، هاليفاكس ، نوفا سكوتيا.

استمر البنك في التوسع في القرن العشرين، على الرغم من أن نموه أصبح الآن على شكل عمليات استحواذ بدلاً من فتح فروع.
- 1906 - افتتح البنك فرعا في هافانا ، كوبا. بحلول عام 1931 ، كان لديها خمسة فروع في هافانا، وفرع واحد في كاماغوي ، وسيينفويغوس ، ومانزانيلو ، وسانتياغو دي كوبا . في عام 1960 ، قامت حكومة كوبا بتأميم جميع البنوك في كوبا، وسحب بنك Scotiabank الخدمات من جميع الفروع الثمانية.
- 1907 - افتتح البنك فرعا في مدينة نيويورك.
- 1910 - افتتح البنك فرعا في سان خوان ، بورتوريكو .
- 1913 - اندمج بنك نوفا سكوتيا مع بنك نيو برونزويك.[9]
- 1914 - استحوذ بنك متروبوليتان ومقره تورونتو، مما جعل سكوتيابنك رابع أكبر مؤسسة مالية في كندا.
- 1919 - افتتح البنك فرعا في فاخاردو، بورتوريكو، الواقعة في شمال شرق بورتوريكو.
- 1919 - تم دمج بنك أوتاوا.
- 1920 - افتتح البنك فرعا في لندن وآخر في سانتو دومينغو ، جمهورية الدومينيكان .
- 1961 - أصبح البنك أول بنك كندي يعين مديرات البنوك في 11 سبتمبر 1961.[8]
- 1962 - توسع البنك ليشمل آسيا بافتتاح مكتب تمثيلي في اليابان.
- 1975 - تبنى البنك «سكوتيابنك» كعلامة تجارية عالمية.
- 1978 - وقع البنك والاتحاد الكندي للموظفين العموميين أول اتفاق جماعي بين بنك كندي واتحاد في 28 سبتمبر 1978 في تورنتو.
- 1997 - استحوذ البنك على بانكو كويميز في الأرجنتين.
- 2000 - زيادة حصة سكوتيابنك في البنك المكسيكي جروبو فيناسيس انستيت إلى 55 في المائة.
- 2002 - أغلق البنك فروعه في الأرجنتين خلال أزمة العملة والتخلف عن سداد الديون السيادية.
- 2003 - حصل فرع بنك قوانغتشو على أول ترخيص لبنك كندي من قبل الحكومة الصينية للتعامل بالعملة الصينية.
- 2003-2004 - استحوذ البنك على بنك انفرليت المصرفي في المكسيك ، حيث استحوذ على جميع فروعه وإنشاء وجود قوي في البلاد.
- 2010 - وصل البنك إلى بوغوتا ، كولومبيا.
- 2012 - أبرمت اتفاقًا لشراء بنك أي ان جي كندا المباشر من مجموعة إي إن خي .

في توسعه المبكر، تابع البنك بوضوح التجارة وعملائه بدلاً من اتباع إستراتيجية للتوسع في المراكز المالية الدولية. يعتبر عضوًا في جلوبال ايه تي ام اليانس ، وهو مشروع مشترك بين العديد من البنوك الدولية الكبرى التي تسمح لعملاء البنوك باستخدام بطاقات ATM الخاصة بهم أو بطاقات الشيكات لدى بعض البنوك الأخرى داخل جلوبال ايه تي ام اليانس دون رسوم عند السفر دوليًا. البنوك المشاركة الأخرى هي باركليز (المملكة المتحدة) ، وبنك أوف أميركا (الولايات المتحدة) ، وبنك بي إن بي باريبا (فرنسا وأوكرانيا من خلال اكروسيب بنك ) ، ودويتشه بنك (ألمانيا) ، وستباك (أستراليا ونيوزيلندا).

### القرن الحادي والعشرين
أنفق سكوتيابنك أيضًا ما يقرب من 100 مليون دولار على تنفيذ نظام مثير للجدل لإبلاغ الولايات المتحدة بحسابات ما يقرب من مليون كندي من أصل أمريكي وزوجاتهم المولودين في كندا. لقد تم إجباره على تنفيذ هذا النظام من أجل الامتثال ل فاتكا . وفقًا لـ فاينانشيال بوست ، تطلب من البنوك الكندية تقديم معلومات إلى الولايات المتحدة بما في ذلك إجمالي الأصول وأرصدة الحسابات وأرقام الحسابات والمعاملات وأرقام الحسابات وغيرها من معلومات التعريف الشخصية، بالإضافة إلى الأصول المحتفظ بها بالاشتراك مع الأزواج المولودين في كندا وغيرها أفراد الأسرة.

### تطور المحفظة

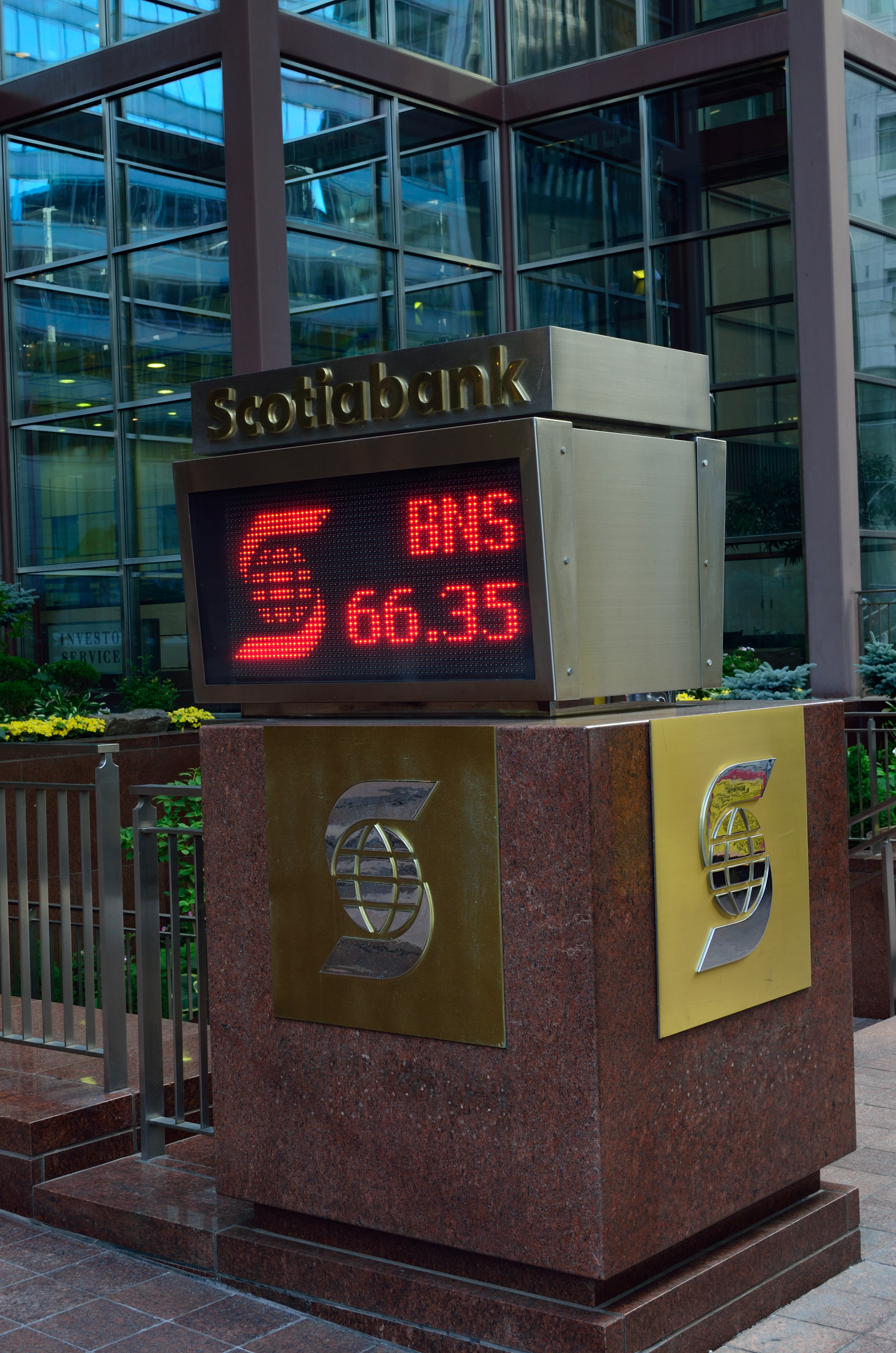
تم تداول Scotiabank تحت شريط BNS على TSX وNYSE.

طوال القرن العشرين، نما البنك ليس فقط من حيث الحجم ولكن أيضًا في نطاق المنتجات والخدمات. كان التقدم مشروطًا بتغيير احتياجات المستهلكين أو التغييرات القانونية أو عمليات الاستحواذ على مزودي الخدمة الخارجيين. التغييرات الرئيسية تشمل:
- 1954 - أدى تمرير قانون الإسكان الوطني إلى قيام سكوتيابنك بإنشاء قسم للرهن العقاري.
- 1958 - مكن قانون التغييرات في البنك لعام 1954 سكوتيابنك من تقديم برنامج ائتمان المستهلك.
- 1986 - أنشأ البنك سكوتيا سيكيوريتيز لتقديم خدمات التأمين للوساطة والخصم.
- 1988 - أضاف سكوتيابنك شركة الوساطة التابعة لشركة McLeod Young Weir Ltd.
- 1994 - أصبحت شركة مونتريال ترستكو جزءًا من سكوتيابنك.
- 1997 - اشترت شركة Scotiabank شركة National Trustco Inc. مقابل 1.25 دولار كندي   مليار.
- 2012 - استحوذ البنك على ING Direct مقابل 3.13 مليار دولار كندي وأعاد تسميته باسم اليوسفي في أبريل 2014.
- 2018 - استحوذت سكوتيابنك على شركة جاريسلوفسكي فريزر الاستثمارية في مونتريال.

## عمليات الدمج والاستحواذ
اندمج البنك مع العديد من المؤسسات المالية الكندية الأخرى على مر السنين واشترى عدة بنوك أخرى في الخارج:
| بنك                                            | سنة التأسيس | سنة الاندماج                                                      |
| ---------------------------------------------- | ----------- | ----------------------------------------------------------------- |
| وصلة=\|حدود بنك الاتحاد من جزيرة الأمير إدوارد | 1860        | 1883                                                              |
| وصلة=\|حدود بنك سامرسايد                       | 1866        | 1901                                                              |
| وصلة=\|حدود بنك نيو برونزويك                   | 1820        | 1913                                                              |
| وصلة=\|حدود بنك متروبوليتان الكندي             | 1902        | 1914                                                              |
| وصلة=\|حدود بنك أوتاوا                         | 1874        | 1919                                                              |
| وصلة=\|حدود شركة مونتريال ترست                 | 1889        | 1994                                                              |
| وصلة=\|حدود الصندوق الوطني                     | 1898        | 1997                                                              |
| وصلة=\|حدود Inverlat                           | 1991        | 1992 ، سكوتيابنك تستحوذ على 5٪ من أسهمها                          |
| وصلة=\|حدود بنك اليونان الوطني (كندا)          | 1982        | 2005                                                              |
| وصلة=\|حدود بانكو ويس سوداميريس                | 1920        | 2006                                                              |
| وصلة=\|حدود بانكو إنتركونتيننتال               | 1986        | 2003                                                              |
| وصلة=\|حدود بانكو سودامريكانو                  | 1991        | عام 1997 ، استحوذت سكوتيابنك على 25٪ من بانكو سودامريكانو في بيرو |
| وصلة=\|حدود التجارة الإلكترونية كندا           | 1982        | 2008                                                              |
| وصلة=\|حدود DundeeWealth                       | 1998        | 2010                                                              |
| وصلة=\|حدود RG Premier Bank of Puerto Rico     | 1966        | 2010                                                              |
| وصلة=\|حدود نويفو بانكو كوميرشال               | 2003        | 2011                                                              |
| وصلة=\|حدود جي المباشر كندا                    | 1997        | 2012 ، تم تغيير اسمها إلى اليوسفي في عام 2013                     |
| وصلة=\|حدود بانكو كولباتريا                    | 1955        | عام 2012 ، استحوذت سكوتيابنك على 51٪ من حصص Banco Colpatria       |
| وصلة=\|حدود بنك الخصم                          |             | عام 2015 ، استحوذت سكوتيابنك على خصم من بنك أوروغواي              |
| وصلة=\|حدود خدمات الإطارات المالية الكندية     | 2003        | 2014 ، سكوتيابنك تستحوذ على 20٪ من حصتها                          |
| وصلة=\|حدود جاريسلوفسكي فريزر                  | 1955        | 2018                                                              |
| وصلة=\|حدود MD الإدارة المالية                 | 1957        | 2018                                                              |

تمت إعادة تسمية العديد من الفروع السابقة لـ Montreal Trust و National Trust باسم "Scotiabank & Trust" ، وتواصل العمل على هذا النحو.

## الخلافات

### دعوى فصل خاطئة
في يونيو 2005 ، تم طرد David Berry ، وهو تاجر كندي من بنك Scotiabank ناجح للغاية وكان قد بنى 75 مليون دولار في السنة في تداول الأسهم الممتازة، على أساس أنه ارتكب انتهاكات تنظيمية للأوراق المالية.
في ذلك الوقت، كجزء من صفقة القيادة المباشرة بنسبة 20٪، كان يحقق أكثر من ضعف راتب الرئيس التنفيذي وقد اتخذت إدارة Scotiabank بالفعل خطوات للحد من تعويضه.
إن مزاعم الانتهاك التنظيمي الصادرة عن صاحب العمل السابق، قد تركته عاطلاً عن العمل مع منافسي شركة Scotiabank على الرغم من جاذبية إضافة أكثر من 75 مليون دولار سنويًا إلى أرباح تداول الأسهم.
تشير المستندات التي تم تسليمها إلى وسائل الإعلام إلى أن إدارة Scotiabank قد طلبت النصيحة بشأن إنهاء Berry قبل اتهام انتهاك هيئة تنظيم صناعة الاستثمار في كندا (IIROC) ، ونتائج الاستجواب خلال استفسارات IIROC تشير بقوة إلى أن رسوم الأوراق المالية كانت جزءًا من خطة بواسطة الإدارة العليا لـ Scotiabank لإزالة Berry من منصبه ومنعه في نفس الوقت من أن يصبح منافسًا له.
في حكم صدر في 15 كانون الثاني (يناير) 2013 ، أي بعد أكثر من سبع سنوات من الاتهام الأولي، رفضت لجنة استماع من لجنة التحقيق المستقلة الإيرانية (IRROC) جميع التهم الموجهة إلى بيري.
رفع ديفيد بيري دعوى قضائية بطرد 100 مليون دولار ضد سكوتيابنك. اعتبارًا من يناير 2015 ، وبعد تسع سنوات من إنهاء بيري، استقر سكوتيابنك مع بيري مقابل مبلغ لم يكشف عنه. كتب باري كريتشلي، الذي تابع القصة منذ بدايتها، مقالًا في 6 نوفمبر 2014 ، يعتقد فيه أن التهم القانونية التي أبلغ عنها Scotiabank والتي تبلغ 55 مليون دولار من المحتمل أن تكون مرتبطة بالدعوى القضائية البالغة 100 مليون دولار ؛ ولكن من غير المرجح أن يكون معروفا على الإطلاق.

### دعوى العمل الإضافي غير المدفوعة
في عام 2014 ، توصل البنك إلى تسوية في دعوى جماعية شملت آلاف العمال المستحقين لأكثر من عقد من العمل الإضافي غير مدفوع الأجر. شملت الدعوى 16,000 موظف من أنحاء كندا ممن عملوا كمسؤولين عن الخدمات المصرفية الشخصية وكبار موظفي الخدمات المصرفية الشخصية والمستشارين الماليين ومديري حسابات الشركات الصغيرة من 1 يناير 2000 إلى 1 ديسمبر 2013. وكانت الدعوى لعام 2007 مماثلة لإجراءات الفصل مقدم من البنك المصرفي الكندي الإمبراطوري للتجارة (CIBC) ، دارا فريسكو، تورنتو.
بموجب شروط التسوية، تلقى الموظفون 1.5 أضعاف أجرهم القياسي في ذلك الوقت، ولكن لا فائدة. دفع سكوتيابنك أيضًا رسومًا قانونية قدرها 10.45 مليون دولار. مستشارو المدعين هم ديفيد أوكونور من روي أوكونور ولويس سوكولوف من سوتوس إل إل بي.

### الغش في المكسيك
كشف تحقيق أجري عام 2001 في مقتل مارو أوروبيسا، مدير فرع سكوتيابنك في مكسيكو سيتي، عن فقدان 14 مليون دولار من الفرع. في البداية، وجد المحققون أن أوروبيسا وجيمي روس، رئيسها السابق، قاما بشكل غير قانوني بتحويل 5 ملايين دولار أمريكي من حسابات استثمار العملاء. تم تحويل الأموال في النهاية إلى الولايات المتحدة حيث تم استخدامها لشراء ثلاث طائرات. ومع استمرار التحقيق، وجد المسؤولون في عداد المفقودين 9 ملايين دولار إضافية وتورط 16 من موظفي البنك الآخرين في الاحتيال. أدين روس بالاحتيال وغسل الأموال بسبب دوره وحُكم عليه بالسجن لمدة 15 عامًا. أنهى سكوتيابنك الموظفين الستة عشر الآخرين، لكنه لم يحاكمهم.

### مكاتب مداهمة في كوستاريكا
في 21 فبراير 2019 ، قام المدعي العام في دولة أمريكا الوسطى بكوستاريكا بمداهمة مكاتب سكوتيابنك في سان خوسيه ، كوستاريكا ، مدعيا أن البنك قد أخفق في تزويد الحكومة بمعلومات عن الحسابات والودائع التي يمكن أن تشير إلى تورط أليخاندرو توليدو ، الرئيس السابق لبيرو ، في غسل الأموال.

## وحدات التشغيل

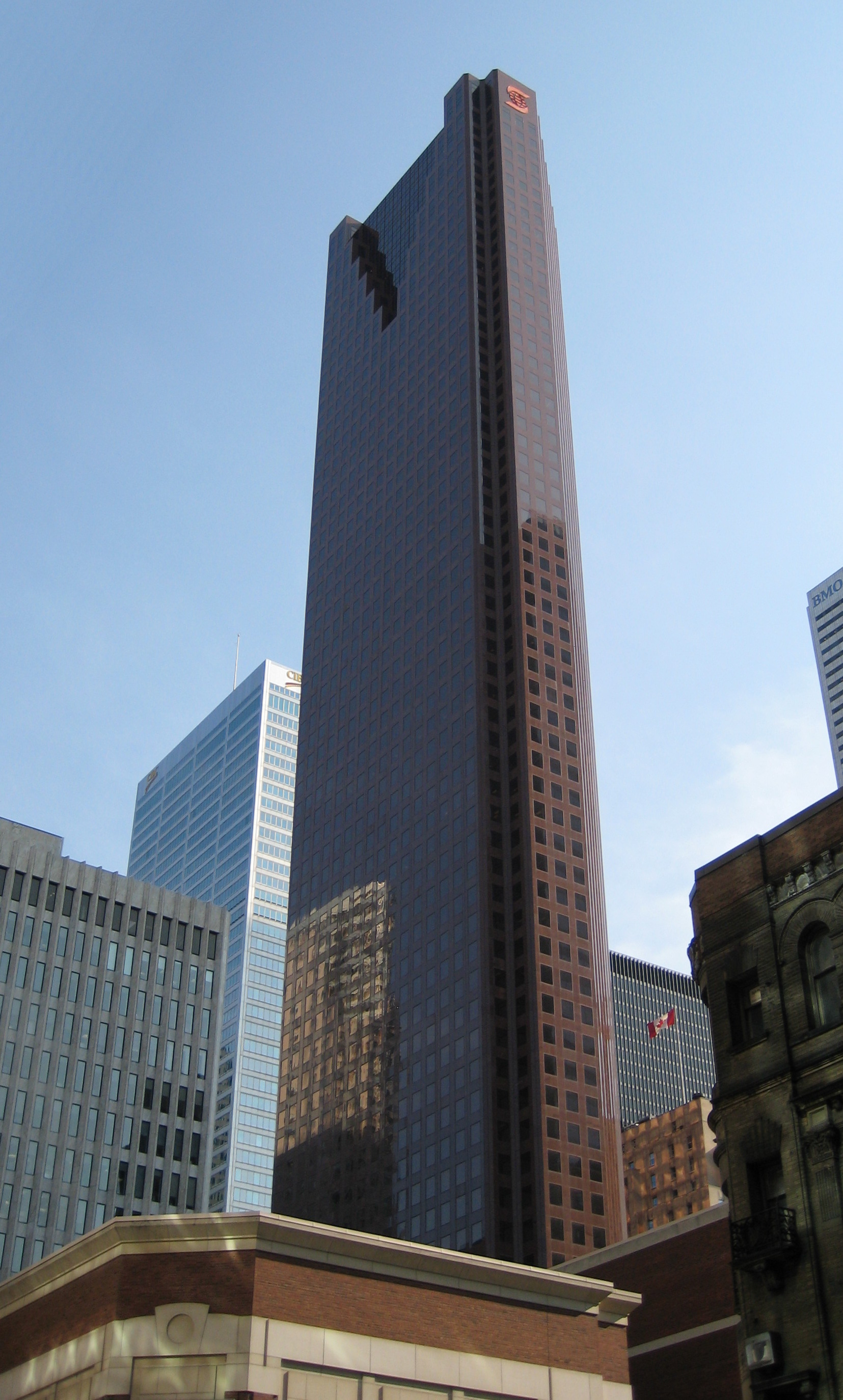
سكوتيا بلازا ، مقر سكوتيابنك العالمي في تورنتو ، أونتاريو ، كندا

| عام                     | 2001   | 2002   | 2003   | 2004   | 2005   | 2006   | 2007   | 2008   | 2009   | 2010   | 2011   | 2012   | 2013   | 2014   | 2015   | 2016   | 2017   | 2018   |
| ----------------------- | ------ | ------ | ------ | ------ | ------ | ------ | ------ | ------ | ------ | ------ | ------ | ------ | ------ | ------ | ------ | ------ | ------ | ------ |
| الإيرادات، مليار دولار  | 10,365 | 10,727 | 10,261 | 10,295 | 10,726 | 11,208 | 12,490 | 11,876 | 14,457 | 15,505 | 17,310 | 19,646 | 21,299 | 23,604 | 24,049 | 26.350 | 27,155 | 28,775 |
| صافي الدخل، مليار دولار | 2.077  | 1.708  | 2.422  | 2.908  | 3.209  | 3.579  | 4.045  | 3.140  | 3.547  | 4.239  | 5.330  | 6.390  | 6.610  | 7.298  | 7.213  | 7.368  | 8.243  | 8.724  |
| الأصول، مليار دولار     | 284.4  | 296.4  | 285.9  | 279.2  | 314.0  | 379.0  | 411.5  | 507.6  | 496.5  | 526.7  | 594.4  | 668.2  | 743.6  | 805.7  | 856.5  | 896.3  | 915.3  | 998.5  |
| الموظفين                | 46804  | 44633  | 43986  | 43928  | 46631  | 54199  | 58113  | 69049  | 67802  | 70772  | 75362  | 81497  | 86690  | 86932  | 89214  | 88901  | 88645  | 97629  |
| الفروع                  | 2005   | 1847   | 1850   | 1871   | 1959   | 2191   | 2331   | 2672   | 2686   | 2784   | 2926   | 3123   | 3330   | 3288   | 3177   | 3113   | 3003   | 3095   |

### حضاره
- أصبح سكوتيابنك الراعي الرئيسي لجائزة جيلر في عام 2005.[15]
- قاعة سكوتيابنك في جامعة بروك في سانت كاثرينز ، أونتاريو .[16]
- قاعة سكوتيابنك في مبنى ماريون ماكين للفنون والعلوم الاجتماعية بجامعة دالهوزي في هاليفاكس ، نوفا سكوتيا .[17]
- في عام 2008 ، أعلنت سكوتيابنك عن رعاية لمدة عامين لكاريبو تورنتو والتي ستصبح كروتيانب كاريبيان كارلتون تورنتو بعد سلسلة من الامتدادات، أنهت الشراكة في عام 2015.
- في عام 2016 ، عقدت سكوتيابنك أول اختراق لها بهدف حل الديون الكندية.

## النقابات
قامت بتوحيد العلاقات مع الموظفين في عدد من المواقع حول العالم. في كندا، مكان العمل النقابي الوحيد هو فرع الخدمات المصرفية المحلية في ديب ريفر، أونتاريو.

## تصنيفات وكالة الائتمان
| وكالة            | تقييم | تقييم |
| ---------------- | ----- | ----- |
| DBRS             | AA    | مستقر |
| فيتش             | AA-   | مستقر |
| وكالة موديز      | AA2   | مستقر |
| ستاندرد آند بورز | A +   | مستقر |

## عضوية
هو عضو في رابطة المصرفيين الكنديين (CBA) وعضو مسجل في شركة تأمين الودائع الكندية (CDIC) ، وهي وكالة فيدرالية تؤمن الودائع في جميع البنوك المستأجرة في كندا. وهي أيضًا عضو في:
- أميكس في الأسواق الكندية
- شبكة أجهزة الصراف الآلي CarIFS
- التحالف العالمي لأجهزة الصراف الآلي
- ينتراك
- MAGNA المكافآت كجزء من Scotiabank MAGNA MasterCard.
- ماستركارد في أسواق الكاريبي
- شبكة ATL متعددة الارتباطات [19]
- NYCE ATM Network
- شبكة زائد لمستخدمي بطاقات فيزا
- تأشيرة الدولية

### صالة عرض

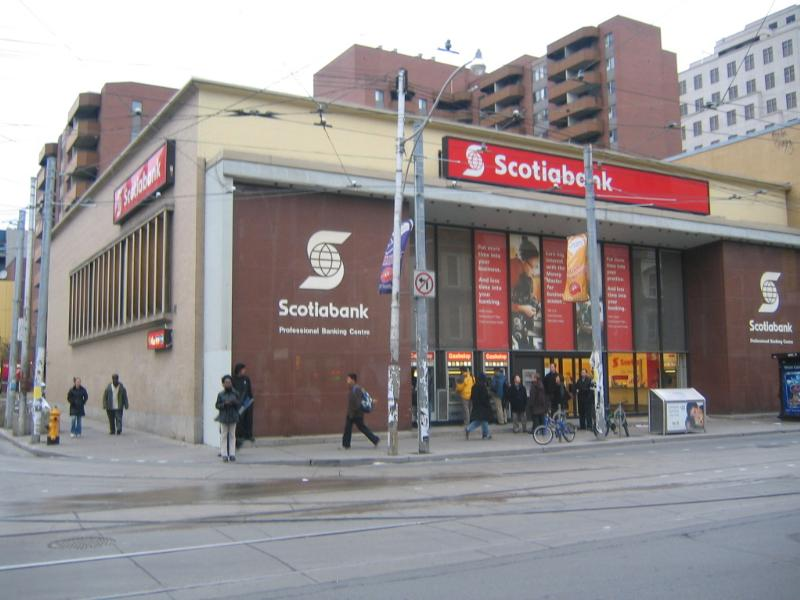
فرع سكوتيابنك في شارع كوين ، تورنتو.
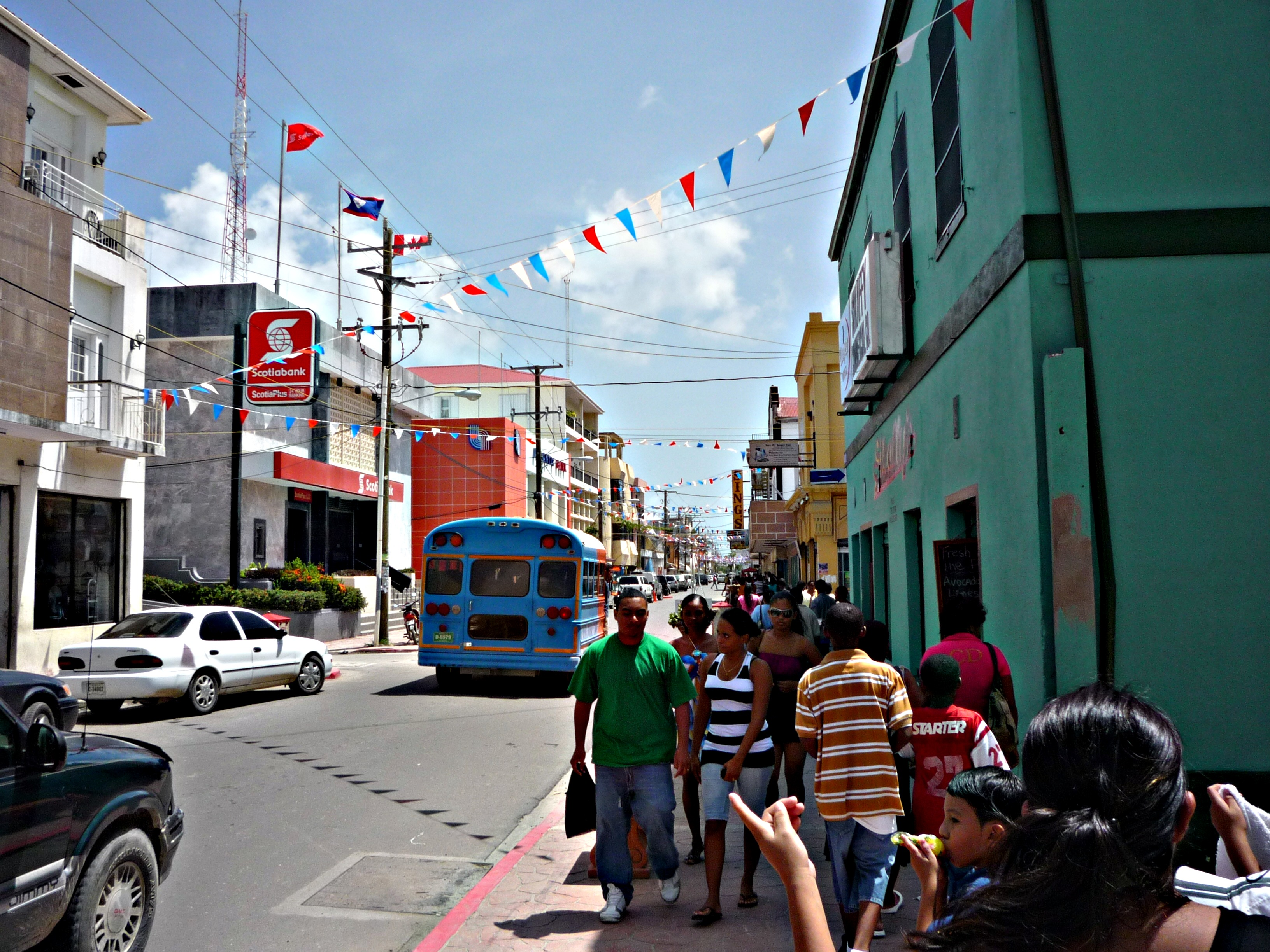
فرع سكوتيابنك في مدينة بليز ، بليز.
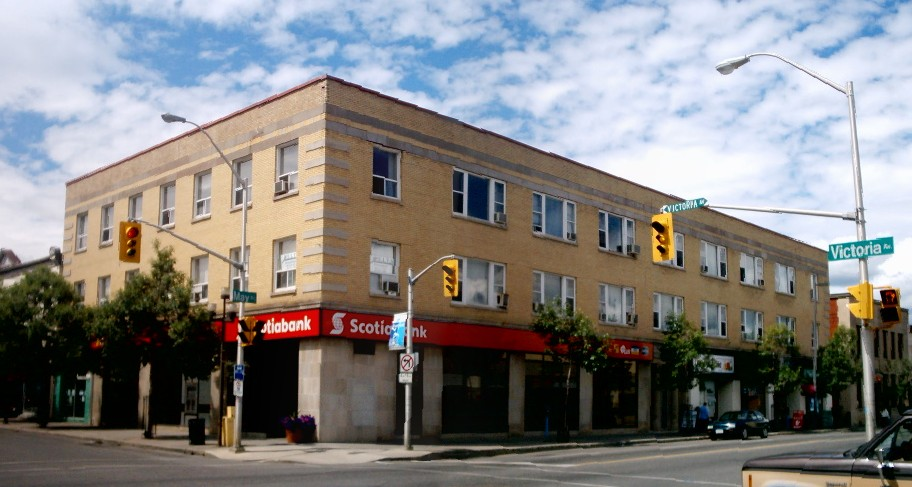
سكوتيابنك في خليج الرعد ، أونتاريو
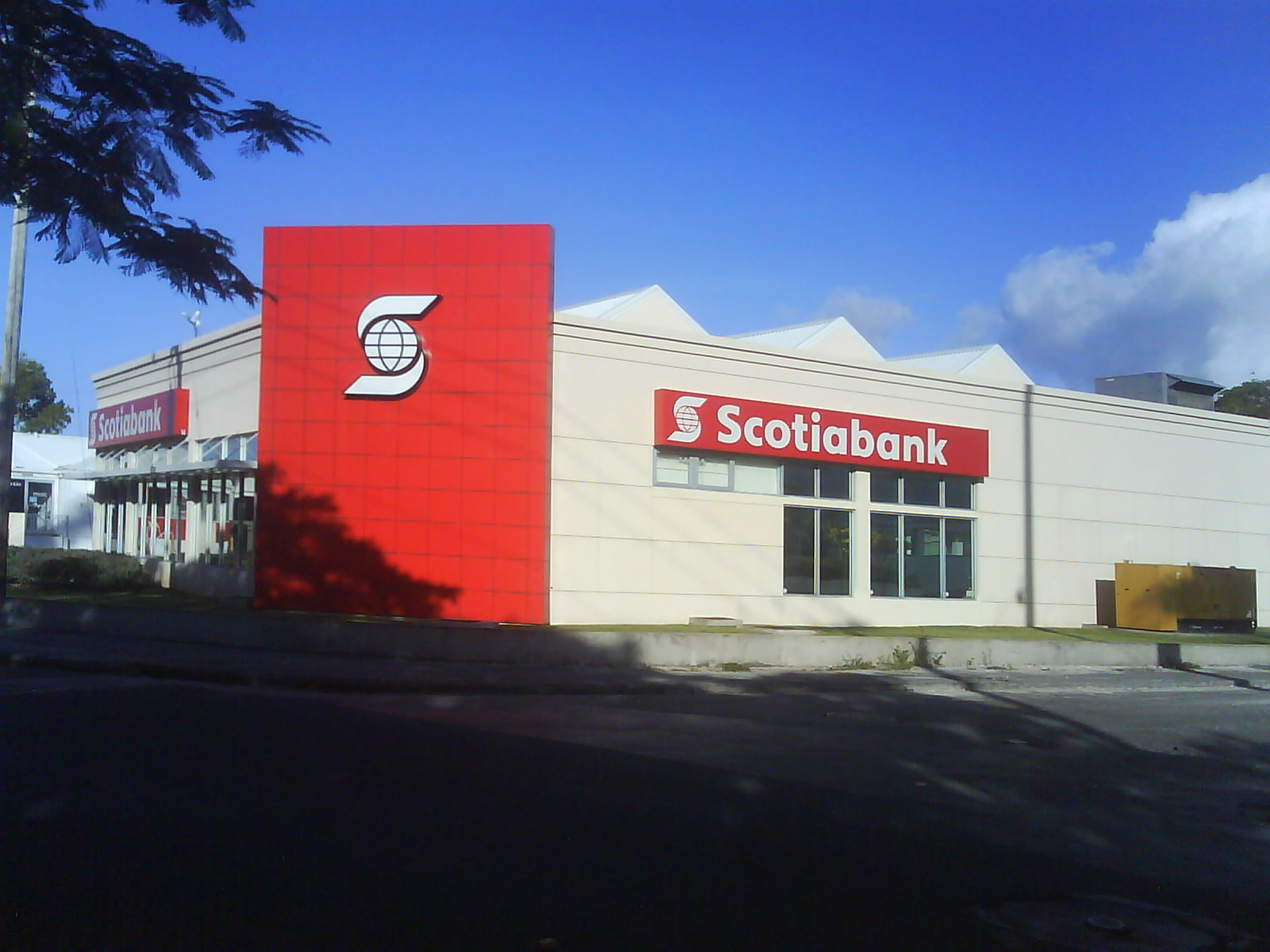
فرع سكوتيابنك في كنيسة المسيح ، بربادوس.
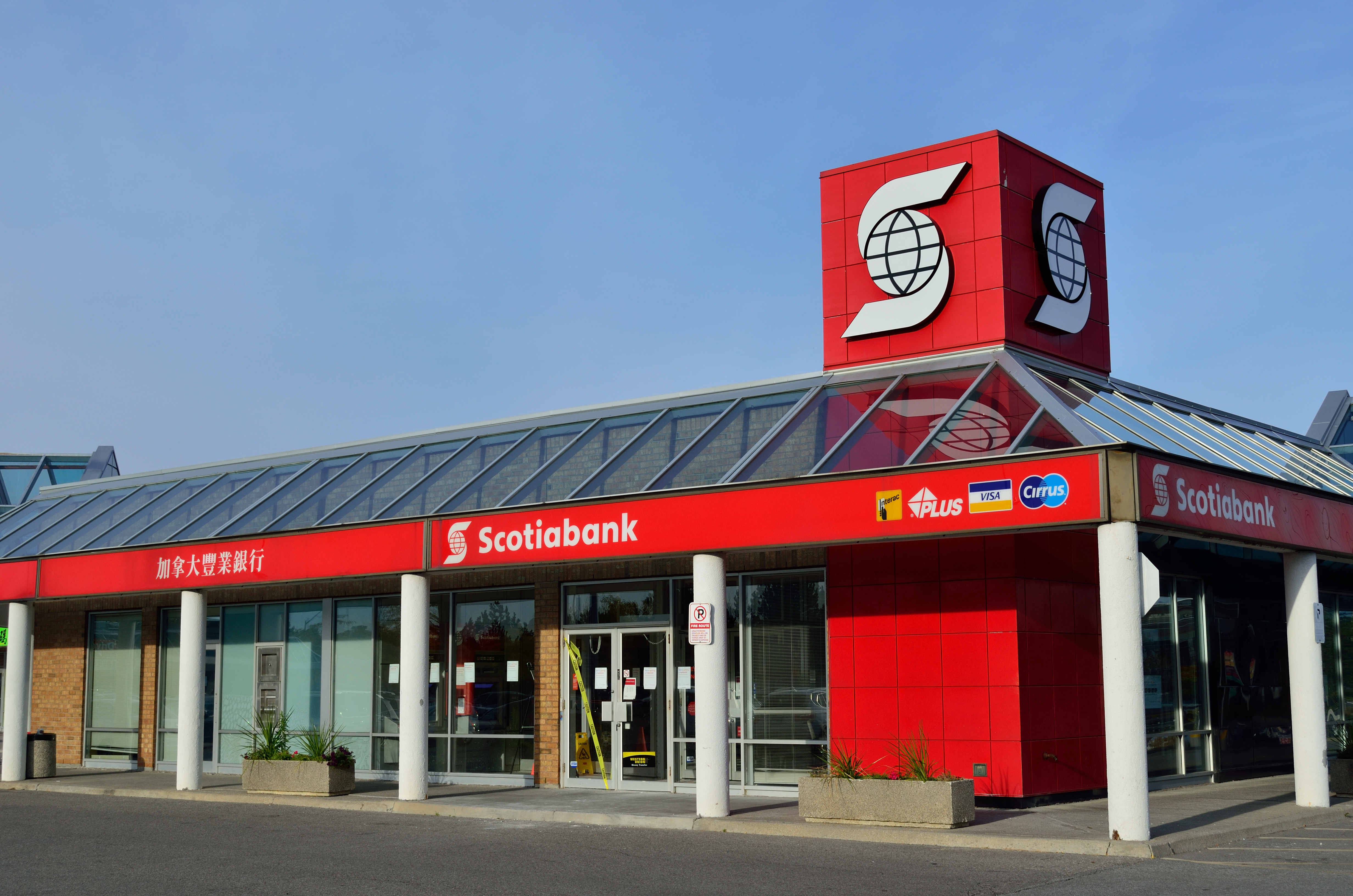
سكوتيابنك في ريتشموند هيل ، أونتاريو
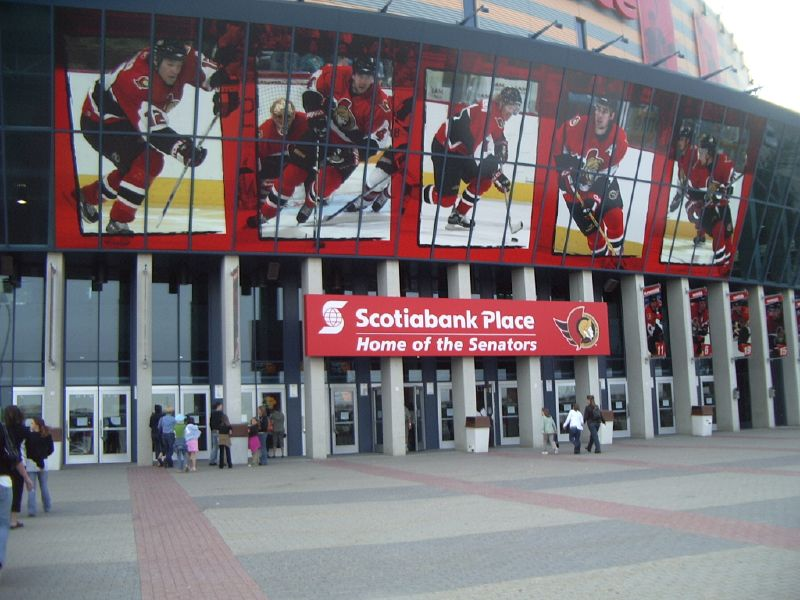
سكوتيابنك مكان في أوتاوا ؛ إعادة تسمية المركز الكندي للإطارات في عام 2013
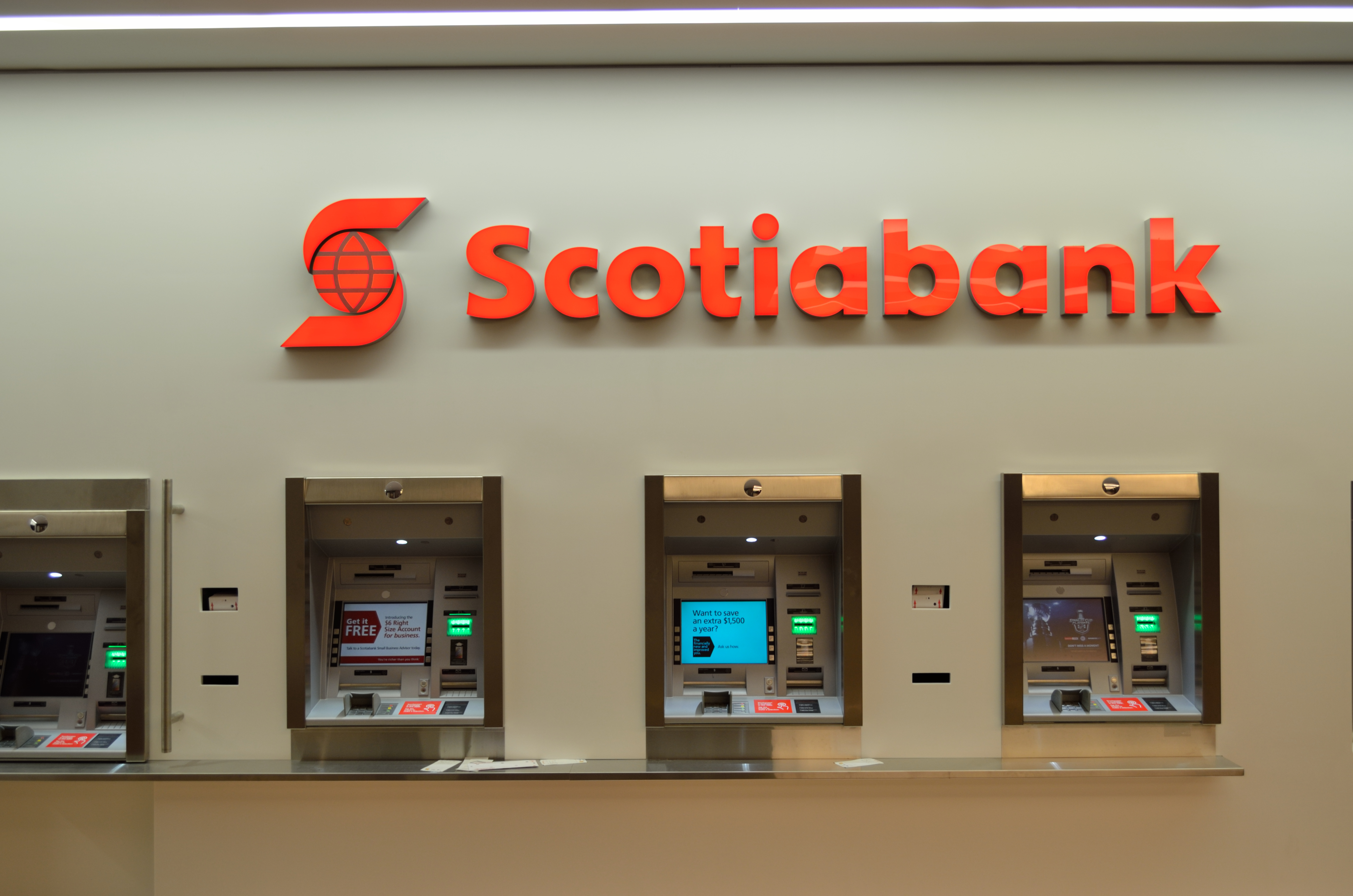
سكوتيابنك أجهزة الصراف الآلي في PATH تورونتو.  [لغات أخرى]‏

## روابط خارجية
- أوراق المحفوظات لجيلبرت إدوارد جاكسون، أول خبير اقتصادي لشكر بنك أوف نوفا سكوتيا (1926-1935) ، تُعقد في خدمات إدارة المحفوظات والسجلات بجامعة تورنتو.